# ابی هافمن
ابی هافمن (انگلیسی: Abby Hoffman؛ زادهٔ ۱۱ فوریهٔ ۱۹۴۷) یک دونده دو نیمه‌استقامت، و قهرمان پیشین دو و میدانی اهل کانادا است.
او در چهار دورهٔ بازی‌های المپیک حضور داشت: بازی‌های المپیک تابستانی ۱۹۶۴، بازی‌های المپیک تابستانی ۱۹۶۸، بازی‌های المپیک تابستانی ۱۹۷۲ و بازی‌های المپیک تابستانی ۱۹۷۶.
وی همچنین در چهار دوره از بازی‌های پان امریکن و دو دوره از بازی‌های کشورهای همسود شرکت داشت و پرچم‌دار تیم کانادا در بازی‌های ۱۹۷۶ مونترال بود.
وی در سال ۲۰۱۵ میلادی از دانشگاه تورنتو دکترای افتخاری حقوق دریافت داشت.